# ماساکی نیشیموری
ماساکی نیشیموری (انگلیسی: Masaaki Nishimori؛ زادهٔ ۱۲ مارس ۱۹۸۵) بازیکن فوتبال اهل ژاپن است.